# ليزا سيمبسون
ليزا سيمبسون (بالإنجليزية: Lisa Simpson)‏ هي شخصية خيالية في مسلسل الرسوم المتحركة عائلة سيمبسون. ليزا هي الطفلة الوسطى لهومر سيمبسون ومارج سيمبسون. تبلغ من العمر 8 سنوات، أخوها الأكبر هو بارت وأختها الصغرى هي ماجي. ظهرت لأول مرة في حلقة ليلة سعيدة عام 1987.

## الشخصية

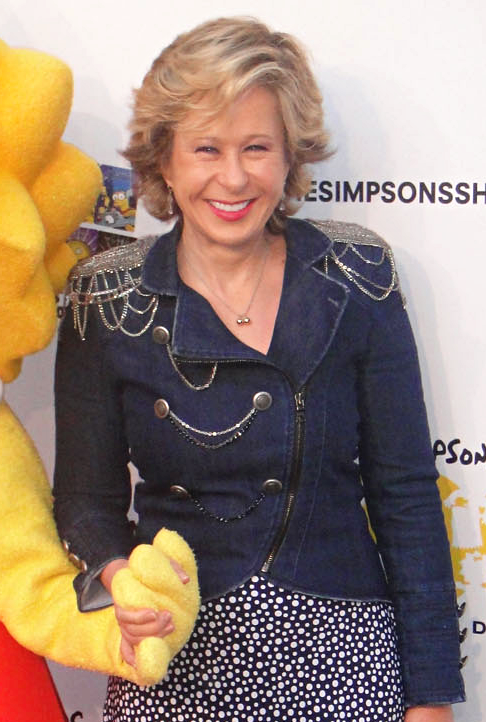
الممثلة ياردلي سميث التي تؤدي صوت ليزا سيمبسون

ليزا فتاة مثقفة وذكية إلى حد كبير (معدل ذكائها 159), وهي نباتية وداعمة للمحافظة على البيئة. اعتنقت فيما بعد البوذية. تحب موسيقى الجاز وعزف الساكسفون.